# Hospital Al-Shifa

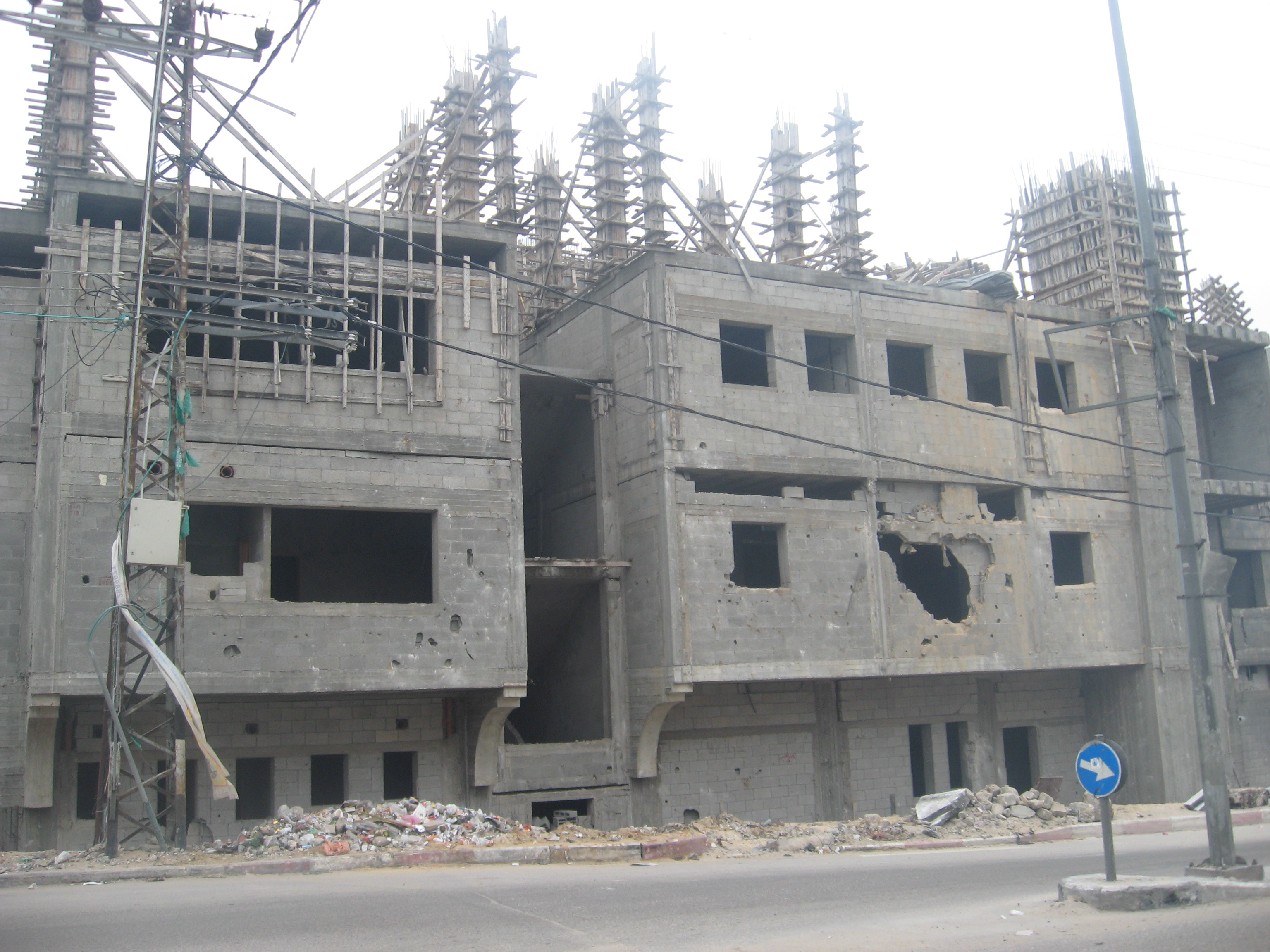
Fotografia del complex hospitalari al gener de 2009.

L'Hospital Al-Shifa (àrab: مستشفى الشفاء, Mustaxfà ax-Xifāʾ, ‘Hospital de la Cura’) és el major complex hospitalari de Gaza, a Palestina, situat en el districte del nord de Rimal. L'actual director de l'hospital és Khaled Hassan. Al-Shifa, que significa «curació» en àrab, va ser originalment una caserna de l'Exèrcit britànic, però es va transformar en un centre per proporcionar tractament per a les malalties de quarantena i febrils del govern del Mandat Britànic de Palestina. Abans de la guerra àrab-israeliana de 1948, al-Shifa era l'únic hospital de Gaza. Quan els egipcis van administrar la Franja de Gaza després de la guerra, el departament de les malalties de quarantena i febrils es va traslladar a una altra zona de la ciutat i Al-Shifa es va desenvolupar com l'hospital central de Gaza. Inicialment, es va establir un departament de medicina interna, seguit d'una nova ala per a la cirurgia, i posteriorment nous edificis per a pediatria i oftalmologia es van afegir a l'hospital.
Durant la guerra que va provocar l'atac de Hamàs a Israel de 2023, en novembre de 2023 les Forces de Defensa d'Israel atacar l'edifici, on van trobar armes i un complex de túnels usat per Hamas. Durant el setge israelià l'hospital es va quedar sense combustible, llits i subministraments mèdics i va quedar més enllà de la seva capacitat per tractar ferits i moribunds. En març de 2024 una nova operació de l'exèrcit israelià als túnels, centres de comandament i magatzems d'armes armes a les instal·lacions de l'hospital va acabar amb la mort de més de 140 militants de Hamàs i la captura d'uns altres 500.